# Селенид церия
Селенид церия — бинарное неорганическое соединение
селена и церия
с формулой SeCe,
кристаллы.

## Получение
- Сплавление стехиометрических количеств чистых веществ:

{\displaystyle {\mathsf {Se+Ce\ {\xrightarrow {1820^{o}C}}\ SeCe}}}

## Физические свойства
Селенид церия образует кристаллы
кубической сингонии, пространственная группа F m3m, параметры ячейки a = 0,5892÷0,5992 нм, Z = 4
.
Соединение конгруэнтно плавится при температуре 1820°C.